# (6652) 1991 SJ1
(6652) 1991 SJ1 es un asteroide perteneciente al Cinturón de asteroides, región del sistema solar que se encuentra entre las órbitas de Marte y Júpiter.
Fue descubierto el 16 de septiembre de 1991 por Henry E. Holt desde el observatorio Palomar.

## Designación y nombre
Designado provisionalmente como 1991 SJ1.

## Características orbitales
1991 SJ1 está situado a una distancia media del Sol de 2,644 ua, pudiendo alejarse hasta 3,104 ua y acercarse hasta 2,185 ua. Su excentricidad es 0,174 y la inclinación orbital 14,203 grados. Emplea 1570,58 días en completar una órbita alrededor del Sol.

## Características físicas
La magnitud absoluta de 1991 SJ1 es 13,84. Tiene 8,520 km de diámetro y su albedo se estima en 0,088.